# Le Grincheux (téléfilm)
Pour les articles homonymes, voir Le Grincheux.
Le Grincheux (Ein starker Abgang) est un téléfilm allemand réalisé par Rainer Kaufmann et diffusé en 2008.

## Fiche technique
- Titre original : Ein starker Abgang
- Réalisateur : Rainer Kaufmann
- Scénario : Martin Rauhaus
- Musique : Annette Focks
- Images : Klaus Eichhammer
- Montage : Christel Suckow
- Pays d'origine : Allemagne
- Langue : allemand
- Durée : 90 minutes
- Date de diffusion : 2008

## Distribution
- Bruno Ganz : Heinz Killian
- Monica Bleibtreu : Vera Hartel
- Harald Schrott : Hans Behling
- Fritzi Haberlandt : la Country Girl
- Stefan Kurt : le docteur Pögen
- Jörg Gudzuhn : le docteur Bergenthal
- August Zirner (en) : le docteur Kübler